# Naoko Watanabe
Naoko Watanabe 渡辺菜生子 (Watanabe Naoko?) (Suginami, 21 novembre 1959) è una doppiatrice giapponese. È rappresentata dalla Aoni Production.

## Doppiaggio
- A Little Princess - Sara Lotty
- Bosco Adventure - Raby
- Dragon Ball - Pual/Snow/Mint
- Dragon Ball Z - Chi Chi, Pual
- Dragon Ball GT - Chi Chi
- Dragon Ball Kai - Chi Chi, Pual
- Haré+Guu - Guu
- Tales of Destiny - Chelsea Torn
- Saint Seiya - Miho
- Vampire Princess Miyu - Miyu
- Dragon Ball Super - Chichi e Pual
- Lovely Sara - Lalla
- Pollyanna - James